# جوزيف ميلر (لاعب هوكي الجليد)
جوزيف ميلر (بالفرنسية: Joseph Miller)‏ (و. 1900 – 1963 م) هو لاعب هوكي الجليد كندي، مركز لعبه هو حارس مرمى ‏، توفي عن عمر يناهز 63 عاماً.

## جوائز
حصل على جوائز منها:
- كأس ستانلي.

## روابط خارجية
- جوزيف ميلر على موقع دوري الهوكي الوطني (الإنجليزية)
- جوزيف ميلر على موقع قاعة مشاهير الهوكي (لاعب أن.إتش.أل) (الإنجليزية)
- جوزيف ميلر على موقع EliteProspects.com (الإنجليزية)
- جوزيف ميلر على موقع HockeyDB.com (الإنجليزية)
- جوزيف ميلر على موقع Hockey-Reference.com (الإنجليزية)